# Alexander Beierbach
Alexander Beierbach (* 1971 in Stuttgart) ist ein deutscher Jazzmusiker (Tenor- und Sopransaxophon, Komposition).

## Leben und Wirken
Beierbach studierte 1992/93 an der Jazz & Rock Schule Freiburg bei Tom Timmler und von 1993 bis 1998 am Fachbereich Musik der Johannes Gutenberg Universität Mainz bei Thomas Bachmann und Peter Reiter. Anschließend arbeitete er in verschiedenen Formationen, darunter Gunter Hampels Next Generation, im Trio Beierbach-Brenner-Fischer und mit Andreas Hertels Composer´s Voice. Seit Ende der 1990er-Jahre komponiert und arrangiert er auch Musik für Saxophon-Quartett. Aus einer Auftragskomposition, der Vertonung der Ballade „Der Erlkönig“ anlässlich der Feierlichkeiten zum Goethe-Jahr 1999, entstand das Saxophon-Quartett „Die vier linken Hände“ (gleichnamiges Album 2004).
Seit 2002 lebt und arbeitet Beierbach als freischaffender Musiker in Berlin. Dort wirkte er in den Gruppen Absolutely Sweet Marie um Matthias Müller, Gleichwiederda um Anke Lucks (Kurztrip), Hannes Zerbe Jazz Orchester (Eisleriana, Kalkutta), Prokopätz Jazzorchester, The Horny Hornz und Tru Cargo Service; 2005 initiierte er das Quartett The Tigers of Love, mit dem er das Album un amour fou veröffentlichte.
Mit Jan Roder (Kontrabass) und Christian Marien (Schlagzeug) bildete er 2010 das Trio BROM, das zwei Alben vorlegte. Mit seiner Frau, der Jazzmusikerin Almut Schlichting, gründete er 2013 das Label Tiger Moon Records. Im Bereich des Jazz war er laut Tom Lord zwischen 2000 und 2019 an acht Aufnahmesessions beteiligt.

## Diskographische Hinweise
- Fee Stracke & Alexander Beierbach: 10 nach 10 (JazzHausMusik, 2013)
- BROM - Beierbach / Roder / Marien: There (gligg, 2013)
- Prätzlich/Lewis/Beierbach (gligg 2015, mit Daniel Prätzlich, Reuben Lewis)
- Brom: Cardboard Sea (Tiger Moon Records, 2018)
- Absolutely Sweet Marie: Wherever You Roam: The Music of Bob Dylan - Vol. 3 (Tiger Moon, 2020, mit Steffen Faul, Matthias Müller, Max Andrzejewski)
- BROM - Beierbach / Roder / Marien: A Night and 43 Seconds (Tiger Moon, 2024)